# Скорогляд Людмила Миколаївна

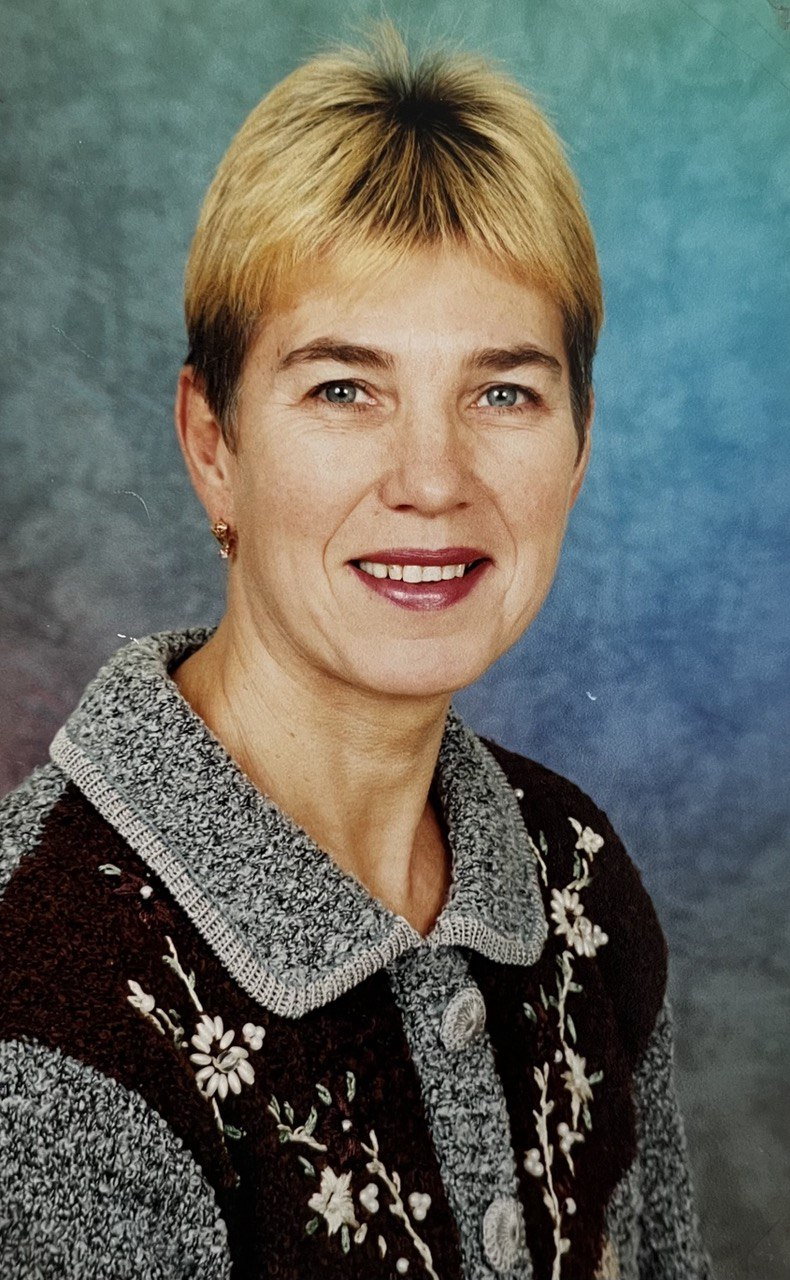
Портрет майстрині вишивальниці з її персональної виставки

Скорогляд Людмила Миколаївна (нар. 8 квітня 1949) року — українська народна майстриня іконовишивки, дослідниця українського мистецтва. З 2000 року займається виготовленням українських ікон і збереженням колекції, як своєрідний естетичний сигнал для світу про незалежну і єдину Україну. Заслужений майстер декоративно-прикладного мистецтва України.
Перший президент України Леонід Кравчук за заслуги перед побожним українським народом з відродження духовності в Україні, за активну благодійну діяльність на ниві відродження і розвитку Національної культури нагородив: Орденом Святого Рівноапостольного князя Володимира Великого.
Патріарх Київський і всієї Русі і України Філарет за заслуги з відродження духовності в Україні та утвердження Помісної Української Православної Церкви нагородив: Орденом Святого Архистратига Михаїла — 24 січня 2008 року, Орденом Святої великомучениці Варвари — 30 жовтня 2008 року.
Також Л. М. Кравчук нагородив почесною грамотою за заслуги в культурному й духовному відродженні незалежної і єдиної України, досягнення висот вишивки української ікони, які є своєрідним естетичним сигналом для світу про Україну. Також Людмила Миколаївна має почесні грамоти від Міжнародної фундації «Український літопис» та Черкаської облдержадміністрації.
З 2000 року займалася створенням унікальних ікон, серед яких є ікони Ісуса Христа, іконостасні ікони, чудотворні ікони Пресвятої Богородиці (наприклад, Невичерпна чаша, Нев'янучий цвіт, Тихвинська, Споручниця грішних та інші). Колекція вважається однією з найбільших в світі.
Майстриня перебуває у розквіті творчих сил і невтомно працює над втіленням мистецьких задумів.

## Життєпис
Людмила Миколаївна Скорогляд народилася 8 квітня 1949 року в селищі Дмитрієвка Саратовської області, в родині військовослужбовця. Батько був військовим, тому сім'я переїжджала з місця на місце: з Росії на Кавказ, а з Кавказу в Німеччину. Саме в Німеччині, в Бранденбурзі, Люда пішла до школи і почала займатися спортом — іншого заняття у військовому місті не було. З того моменту, спорт став ключовою складовою її життя.
Також в дитинстві Людмила захопилася домоведенням. Маленькою вона почала займатися готуванням різноманітних страв, шиттям, плетенням, а особливо — вишивкою хрестиком. Вишивка захоплювала дівчинку. І не дивно, адже її сім'я теж займалися вишивкою. Проте, любов до мистецтва втілення довершених візерунків Людмила успадкувала від матері і дідуся.
Закінчивши після школи факультет фізвиховання Черкаського педінституту, вона працювала методистом на Республіканських курсах підготовки інструкторів-методистів фізичної культури, викладала гімнастику та теорію і методику комплексу ГТО. В 1986 році Людмила стала інструктором на відділенні морського багатоборства в Черкаській спортивній школі. Морське багатоборство — плавання, крос, гребля, стрільба і вітрильні перегони — надскладний вид спорту, але Людмила Миколаївна впевнено взялася за тренерську справу. Крім того, вона почала займатися суддівською діяльністю, тож через деякий час отримала статус судді всесоюзної категорії з морського багатоборства. Дітям без змагань не можна, вважала Людмила Миколаївна: кожного дня одне й те саме — це ж нудно. Тому вона їздила зі своєю командою на змагання по великій частині Радянського Союзу. Пізніше, навіть виїздила за межі Батьківщини. Побачила безліч історичних пам'яток, музеїв, храмів, що дало їй більше натхнення. Черкаська спортивна школа стала відомою на весь Радянський Союз. Двадцять один рік Людмила Миколаївна пропрацювала методистом у спортивній школі.

## Спортивна діяльність
Через кілька років родина повернулася на Батьківщину. Людмила Скорогляд продовжила займатися гімнастикою. Вдосконалюючи спортивну майстерність, юна гімнастка досягла рівня, що дозволив їй стати учасницею Першої олімпіади школярів у 1961 році, представляючи Київську область.
Спорт став невід'ємною частиною її життя. Суворий режим, тривалі виснажливі тренування, спортивні збори і змагання — все це давало їй сил на завтрашній день. Та одного разу під час тренувань вона отримала компресійний перелом хребта. Цілий рік Людмила лікувалася, але ставши на ноги, почала тренуватися далі, проте прийшлося змінити свою спеціальність в інституті. Тоді вона навіть не здогадувалася, що через роки давня травма нагадає про себе тяжкою хворобою. 

## Душевна гімнастика

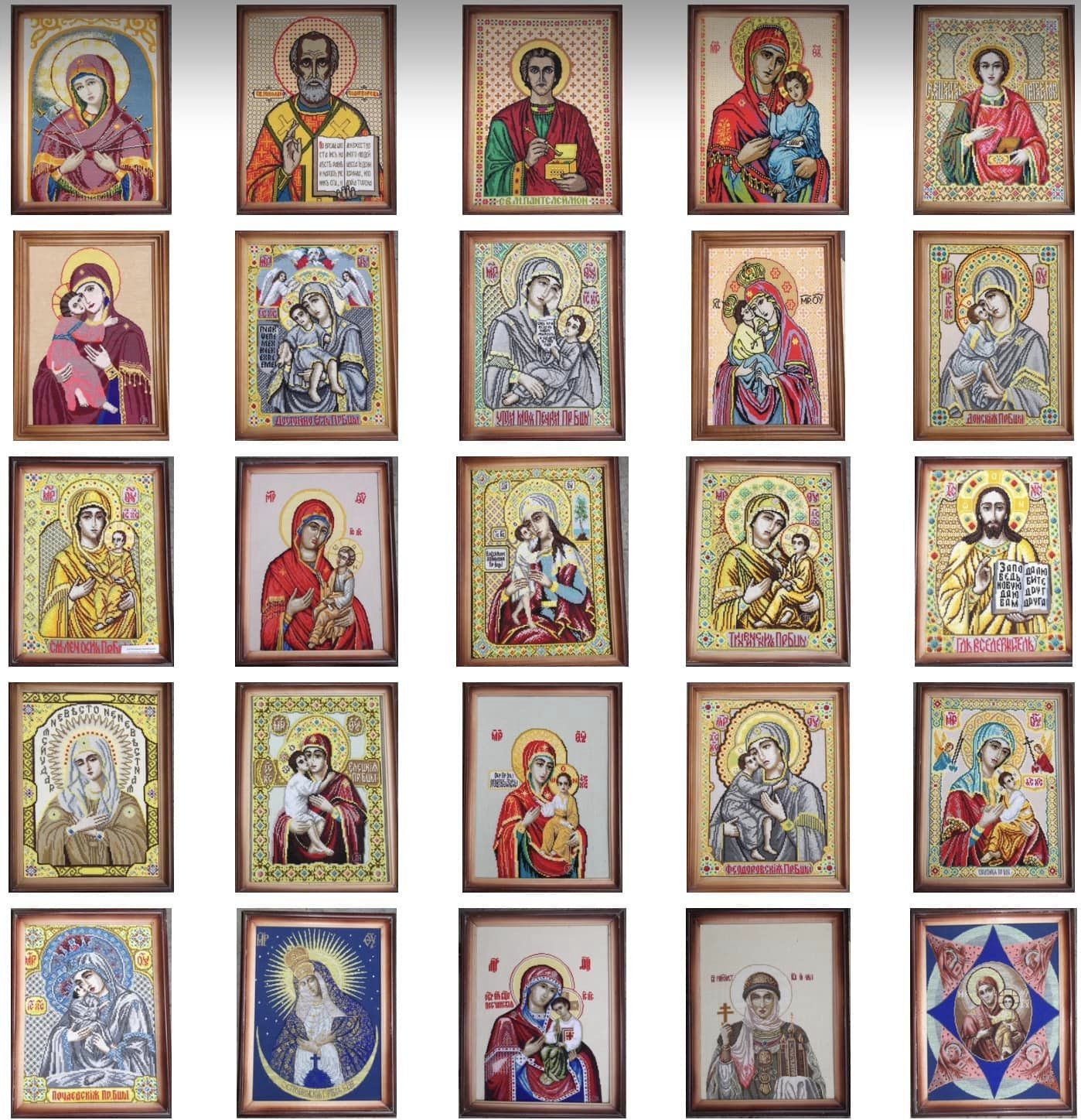
Вишиті ікони — унікальна можливість доторкнутися до Всевишнього

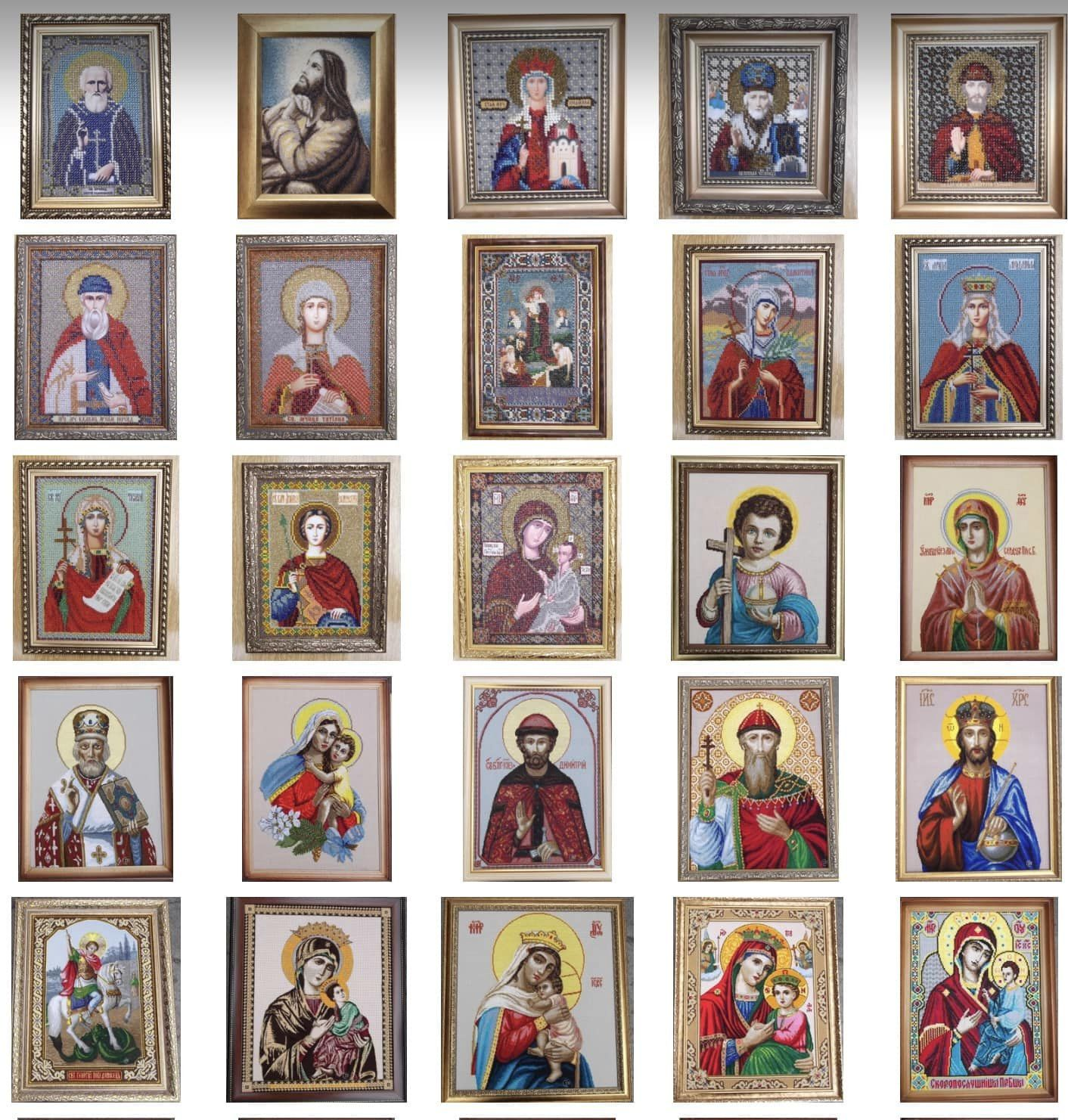
Вишиті ікони — унікальна можливість побачити чудотворні ікони

Через сорок років Людмила захворіла на гострий поліартрит з тяжким порушенням кровообігу і обміну речовин та артроз суглобів хребта. У жінки почали терпнути руки, вона не відчувала пальців, не мала змоги навіть утримати ложку в руці. Довготривале медикаментозне лікування було малоефективним. Потрібна була постійна лікувальна гімнастика для дрібних м'язів рук. Саме тоді Людмила згадала про улюблену справу — вишивання. І звичайно вишивальна голка зробила справжнє диво. Адже, щоб виготовити картину, вишивальниці доводиться покласти на тканину від восьми до десяти тисяч хрестиків.  Людмила каже, що головним натхненням на продовження творчої діяльності: «Я часто була закордоном, відвідувала різні храми. Дивовижним для мене було те, що в багатьох храмів Європи попадалися на очі християнські ікони. Це стало для мене поштовхом для створення власної колекції вишитих ікон. Адже їх існує безліч видів, тому мені хотілося показати людям не тільки Ісуса Христа, а навіть маловідомі твори». Першу картину Людмила вишивала півтора року. Це була ікона Ісуса Христа. Кожний хрестик давався з великими труднощами. Але Людмила продовжувала роботу зі ще більшою наполегливістю. Тепер на вишивку картини вона витрачає близько місяця.
Тож рухом за рухом, хрестик за хрестиком і завдяки вишивальним вправам Людмила Скорогляд отримала зцілення. Пальці знов почали слухатися, вправно перебираючи нитку за ниткою, добираючи кольори до чергової диво-картини.

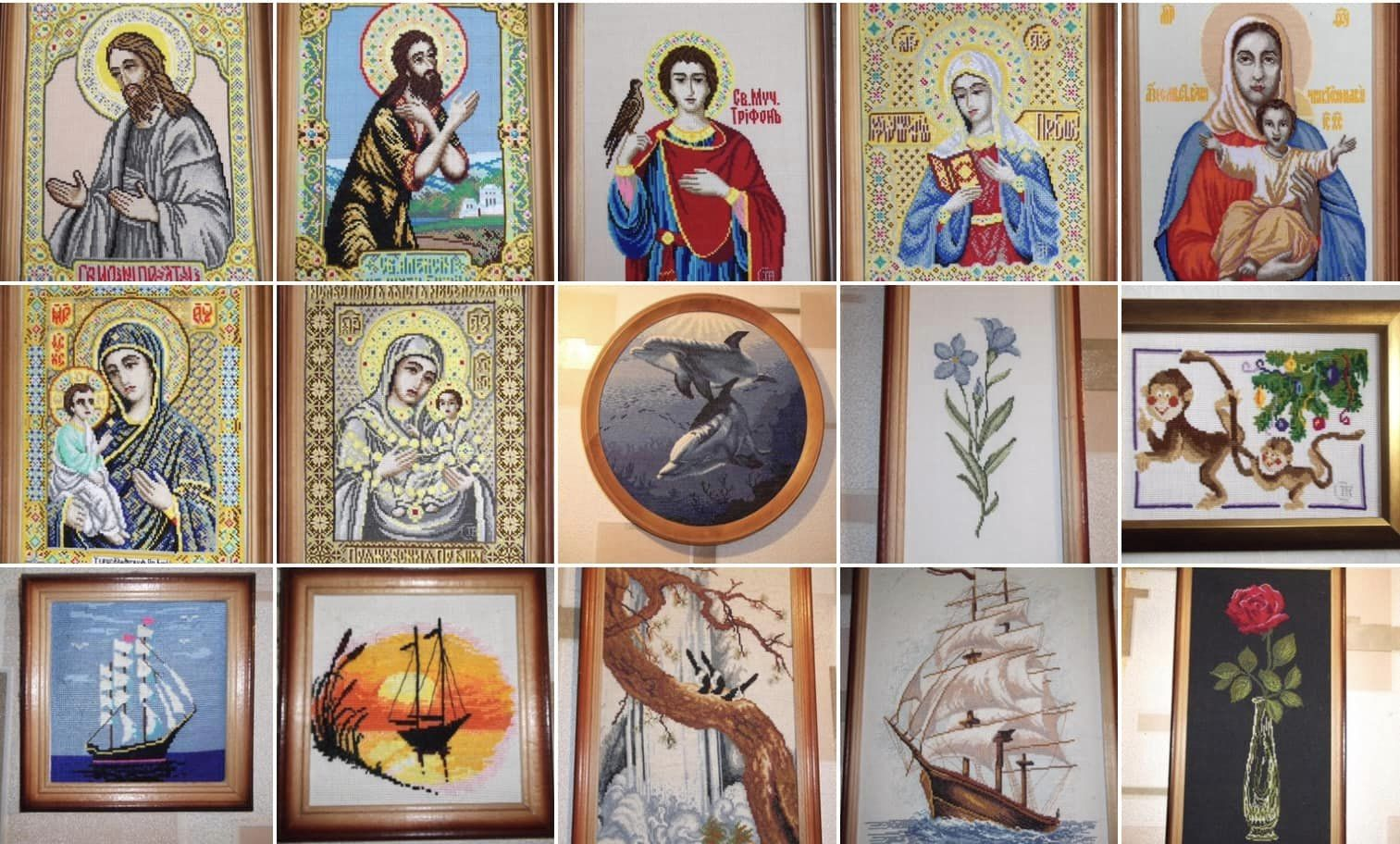
Людмила Скорогляд — частина колекції вишитих картин та ікон

Людмила Скорогляд має величезну колекцію ікон, якими вона пишається, адже сама зробила кожну картину. З 2000 по 2023 рік Людмила Миколаївна назбирала більше 250-х вишитих ікон.
На створення одного такого полотна вона підбирає кольорові нитки більш як 50 тонів, тож її картини схожі на справжні витвори мистецтва.
Окрім ікон, черкаська майстриня вишиває квіти та знаки Зодіаку, котрі дарує рідним та друзям на іменини та свята. Приблизно півсотні зображень-талісманів вона роздала знайомим. Також в подарунок своїм друзям, вона вишиває портрети по звичайним фотографіям. Вишивку вільного змісту вона робить під настрій. Людмила сором'язливо каже: «Моє покликання — це нести в маси чудотворні ікони, які вишиті власноруч. Це вже не просто куплена ікона в храмі. Це частиа моєї душі, тому я часто чую, що мої витвори мистецтва лікують». У 2007 році Людмилі часто задавали питання, чи можливо придбати одну з ікон. Наприклад, другу роботу — ікону Пантелеймон Цілитель — ще у 2001 році хотіли купити за 100 доларів. До того ж сама ікона на той час була ще не закінчена. Але вона відмовилася як тоді, так і наступного разу. Спочатку Людмила хотіла зробити декілька виставок у Черкасах. Потім — у Канаді. А вже тоді вона могла задуматися про продажу своїх робіт.

## Вишиті ікони Людмили Скорогляд
- Пресвята Богородиця, наприклад: Почаївська, Вишгородська, Казанська, Призри на смирення, Знайдення загиблих, Утамуй мої печалі, Єрусалимська, Калузька, Леушинська, Достойно є, Відрада і заспокоєння, Жировицька, Іверська, Пряжівська, Толгська, Тихвинська, Єлецька, Страсна, Споручниця грішних, Провісниця, Феодорівська, Донська, Скоропослушниця, Покрова, Семистрільна, Пом'якшення злих сердець, Козельщинська, Нев'янучий цвіт, Розчулення, Троєручиця, Знамення, Невичерпна чаша, Почутниця, Невтомної допомоги, Трилітствуюча, Цілительниця, Феодорівська, Остробрамська, Неопалима купина, Путівниця, Піщанська, Всіх скорботних радість, Зневірених єдина надія, Смоленська, Я з вами і ніхто проти вас, Умиление (Радуйся Невесто Неневестная).
- Святі, наприклад: Пантелеймон Цілитель, Микола Чудотворець, Серафим Саровський, Матрона, Рівноапостольна княгиня Ольга, Сергій Радонезький, Магдалена, Ксенія Петербурзька.
- Іменні ікони, наприклад: Олексій, Трифан, Георгій, Дмитрій, Ілля, Вадим, Віталій, Василь, Наталія, Тетяна, Микола, Володимир, Олександр, Валентина, Людмила, Таїсія, Ольга, Світлана, Валерій
- Апостоли, наприклад: Петро і Павло, Іоанн, Лука, Марк, Павел, Петро, Матвій
- Архангели, наприклад: Михаїл і Гавриїл, Георгій,
- Ісус Христос, наприклад: Ісус в терновому вінку